# Wolfgang Weigert
Wolfgang Weigert  (* 24. Oktober 1893 in Zeitlarn, Oberpfalz; † 24. Juni 1974) war Volksschullehrer und von 1933 bis 1945 Kreisleiter der NSDAP in Regensburg.

## Leben
Wolfgang Weigert durchlief eine Ausbildung zum Lehrer für Volksschulen, die er 1919 abschloss. Seine erste Anstellung fand er in einer Regensburger Schule im Ortsteil Steinweg.

## Wirken im Nationalsozialismus
Weigert trat bereits Ende der 1920er Jahre In die NSDAP ein und war als Kreisleiter und Mitglied der SA im März 1933 an der Machtergreifung der NSDAP in Regensburg beteiligt, die mit der erzwungenen Absetzung des damaligen Oberbürgermeisters Otto Hipp endete. 1929 hatte Weigert für den Regensburger Stadtrat kandidiert, dem er nach der Gleichschaltung ab April 1933 als Führer der NSDAP-FRaktion angehörte. Als NSDAP-Kreisleiter amtierte er ab 1932, nachdem er Wilhelm Brodmerkel in dieser Funktion abgelöst hatte. Im März 1934 wurde Weigert vom Stadtrat für zehn Jahre zum Stadtschulrat gewählt und übte auch das Amt des Bezirksschulrats aus. Als Stadtschulrat unterstanden ihm zwölf Volksschulen, das Mädchen-Lyzeum und die Berufsfortbildungsschule.
In der Nacht vom 9. auf den 10. November 1938 war Weigert im Zuge der Novemberpogrome organisatorisch an der Zerstörung der Regensburger jüdischen Synagoge in der Straße Am Brixener Hof beteiligt. Zusammen mit dem als Nachfolger von Otto Hipp in das Amt gekommenen Oberbürgermeister Otto Schottenheim war er vor Ort und verzögerte die Löscharbeiten. Ende 1943 wurde Weigert auf Wunsch des Gauleiters Fritz Wächtler beurlaubt und widmete sich hauptberuflich der Stelle als Kreisleiter in Regensburg. Am 23. April 1945 zog ein spontaner, unorganisierter Demonstrationszug mit Tausenden von Menschen vor den Sitz der Regensburger Kreisleitung auf dem Moltkeplatz, dem heutigen Dachauplatz, um mit den Rufen „Gebt die Stadt frei“ die kampflose Übergabe der Stadt zu fordern, nachdem der neue Gauleiter Ruckdeschel im Rundfunk „die Verteidigung von Regensburg bis zum letzten Stein“ befohlen hatte. Unter den Teilnehmern der Demonstration war auch der Priester und Domprediger Johann Maier. Da weder Militärbefehlshaber, noch der Bürgermeister, noch ein Vertreter der Kirche vor Ort anwesend waren, ergriff Johann Maier das Wort als die Menge einen Wortführer benötigte und beschwor die Teilnehmer, jeden Aufruhr zu unterlassen und die Freigabe der Stadt nicht zu fordern, sondern zu erbitten. Weigert ließ die Versammlung auflösen und Johann Maier festnehmen. Noch am gleichen Tag wurde Johann Maier ohne Verteidiger von einem Standgericht mit Weigert als Teilnehmer wegen „Hochverrats“ zum Tode verurteilt, nachdem er seine Motive noch darlegen konnte. Er wurde noch in der folgenden Nacht auf dem Dachauplatz erhängt.
Nur wenige Tage später zum Kriegsende in Regensburg und noch vor der Kapitulation am 8. Mai  setzte sich Weigert zunächst nach Kempten und dann nach München ab.

## Juristische Auseinandersetzungen nach der NS-Zeit
Wegen seiner Beteiligung an der Synagogen-Brandstiftung und dem Justizmord an Johann Maier wurde er in zwei Strafprozessen, 1948 und 1949, vor dem Landgericht zu 18 bzw. 21 Monaten Zuchthaus verurteilt. Als führender NSDAP-Funktionär wurde Weigert sowohl von der Spruch- als auch der Berufungskammer zur Entnazifizierung als belasteter Aktivist eingestuft. In dem Wiederaufnahmeverfahren vor der Münchner Hauptkammer im Jahre 1953 erreichte Weigert eine Aufhebung seiner Einstufung als Belasteter und somit die Voraussetzung für eine staatliche Pension als Hauptlehrer.
Ab dem Jahr 1957 gewährte ihm die Stadt Regensburg auf Betreiben des Oberbürgermeisters Hans Herrmann bis zu seinem Tod einen Unterhaltsbeitrag.